# 대한민국 형사소송법 제257조
대한민국 형사소송법 제257조는 고소등에 의한 사건의 처리에 대한 형사소송법의 조문이다.

## 조문
제257조(고소등에 의한 사건의 처리)검사가 고소 또는 고발에 의하여 범죄를 수사할 때에는 고소 또는 고발을 수리한 날로부터 3월 이내에 수사를 완료하여 공소제기여부를 결정하여야 한다

第257條(告訴等에 依한 事件의 處理)檢事가 告訴 또는 告發에 依하여 犯罪를 搜査할 때에는 告訴 또는 告發을 受理한 날로부터 3月 以內에 搜査를 完了하여 公訴提起與否를 決定하여야 한다.

## 참고 문헌
- 손동권 신이철, 새로운 형사소송법(초판, 2013), 세창, 2013. ISBN 9788984114081